# Blaptica
Blaptica es un género de insectos blatodeos (cucarachas) de la familia Blaberidae, subfamilia Blaberinae. 

## Especies
Diecisiete especies pertenecen a este género:
- Blaptica argentina Hepper, 1967
- Blaptica aurorae Hepper, 1966
- Blaptica confusa Lopes & de Oliveira, 2005
- Blaptica daguerrei Hepper, 1968
- Blaptica dubia (Serville, 1839)
- Blaptica dureti Hepper, 1968
- Blaptica fernandezi Hepper, 1966
- Blaptica formosa Lopes & de Oliveira, 2005
- Blaptica gaucha Lopes & de Oliveira, 2005
- Blaptica haywardi Hepper, 1967
- Blaptica ibarrai Hepper, 1968
- Blaptica interior Hebard, 1921
- Blaptica obscura (Saussure & Zehntner, 1894)
- Blaptica pereyrai Hepper, 1965
- Blaptica rothi Lopes & de Oliveira, 2005
- Blaptica sulina Lopes & de Oliveira, 2005
- Blaptica vianai Hepper, 1967

## Distribución geográfica
Se pueden encontrar, según especies,  en Argentina, Brasil, Paraguay y Uruguay.